# Квит посао
„Квит посао” је југословенски ТВ филм из 1983. године. Режирао га је Едуард Галић а сценарио је написао Звонимир Мајдак.

## Улоге
| Глумац             | Улога   |
| ------------------ | ------- |
| Мустафа Надаревић  | Фабијан |
| Хелена Буљан       | Сабина  |
| Раде Шербеџија     | Јозо    |
| Перица Мартиновић  | Гордана |
| Драган Миливојевић | Карло   |
| Аманд Алигер       | Отац    |
| Миљенко Брлечић    |         |
| Златко Црнковић    | Доктор  |
| Емил Глад          | Сељак   |
| Вера Зима          | Кћер    |